# Edmílson Matias
Edmílson Matias (nacido el 26 de marzo de 1974) es un exfutbolista brasileño que se desempeñaba como delantero.
Jugó para clubes como el Kyoto Purple Sanga, Palmeiras, Vitória, Yokohama F. Marinos, Cruzeiro, Coritiba, Figueirense, Al-Ahli y Portuguesa.

## Trayectoria

### Clubes
| Club                   | País           | Año         |
| ---------------------- | -------------- | ----------- |
| Matsubara              | Brasil         | 1993        |
| União Bandeirante      | Brasil         | 1994        |
| Kyoto Purple Sanga     | Japón          | 1995 - 1997 |
| Palmeiras              | Brasil         | 1997 - 1999 |
| Kyoto Purple Sanga     | Japón          | 1998        |
| Vitória                | Brasil         | 2000        |
| Yokohama F. Marinos    | Japón          | 2000        |
| Cruzeiro               | Brasil         | 2001        |
| Coritiba               | Brasil         | 2001        |
| Juventude              | Brasil         | 2002        |
| Figueirense            | Brasil         | 2003        |
| Al-Ahli                | Arabia Saudita | 2004        |
| Santo André            | Brasil         | 2004        |
| Portuguesa             | Brasil         | 2004        |
| Goiás                  | Brasil         | 2005        |
| Guarani                | Brasil         | 2006        |
| Coritiba               | Brasil         | 2007        |
| Ituano                 | Brasil         | 2008        |
| Rio Branco de Andradas | Brasil         | 2009        |
| Monte Azul             | Brasil         | 2010        |
| Rio Branco             | Brasil         | 2011        |